# Neskhons
Neskhons ("Cô ta thuộc về thần Khonsu") là một phu nhân thời kỳ Vương triều thứ 21 trong lịch sử Ai Cập cổ đại.

## Thân thế
Neskhons là con gái của Đại tư tế Amun Smendes II và phu nhân Takeaverdjehuti. Bà đã kết hôn với người chú ruột là Đại tư tế Pinedjem II và sinh được 4 người con. Tên của họ được tìm thấy trên một tấm gỗ trong quan tài của bà:
- hai con trai: Tjanefer và Masaharta[2].
- hai con gái: Itawy và Nesitanebetashru[2][3]. Trong đó, xác ướp và quan tài của Nesitanebetashru được phát hiện trong ngôi mộ DB320[4].

Neskhons cũng là một nữ tư tế của thần Amun. Bà cũng mang danh hiệu: "Nữ phó vương của Kush, người trông coi lãnh thổ ngoại bang Thượng Ai Cập" và "Chánh phi trong hậu cung của Amun".

## Chôn cất
Xác ướp của Neskhons cùng chồng được phát hiện trong ngôi mộ DB320. Bà được chôn cất vào năm trị vì thứ năm của vua Siamun, trong cỗ quan tài ban đầu được làm cho người cô là Isetemkheb D, cũng là Chánh phi của Pinedjem II. Một trong hai lớp quan tài của bà được tái sử dụng cho Ramesses IX. Không rõ là quan tài của Neskhons được dùng lại cho Ramesses IX khi bà đã mất, hay là chính Neskhons đã tặng lại cho Ramesses, kể cả lớp vải lanh bọc xác ướp nhà vua cũng là của bà.
Xác ướp của Neskhons được Gaston Maspero gỡ một phần băng vải vào ngày 27 tháng 6 năm 1886. Khoảng 20 năm sau, Grafton Elliot Smith mới gỡ toàn bộ lớp băng còn lại. Khám nghiệm cho thấy, tóc của Neskhons không bị bạc màu, vì vậy có khả năng bà chết khi còn trẻ. Theo Smith, bà chết khi đang mang thai hoặc sau khi sinh.
Khuôn mặt và đôi tay bằng vàng của cỗ quan tài trong đã bị lấy đi từ thời xa xưa. Những vật tùy táng theo bà là 4 chiếc bình canopic, những bình thạch cao và đồng, một rương đượng tượng shabti.

## Hình ảnh

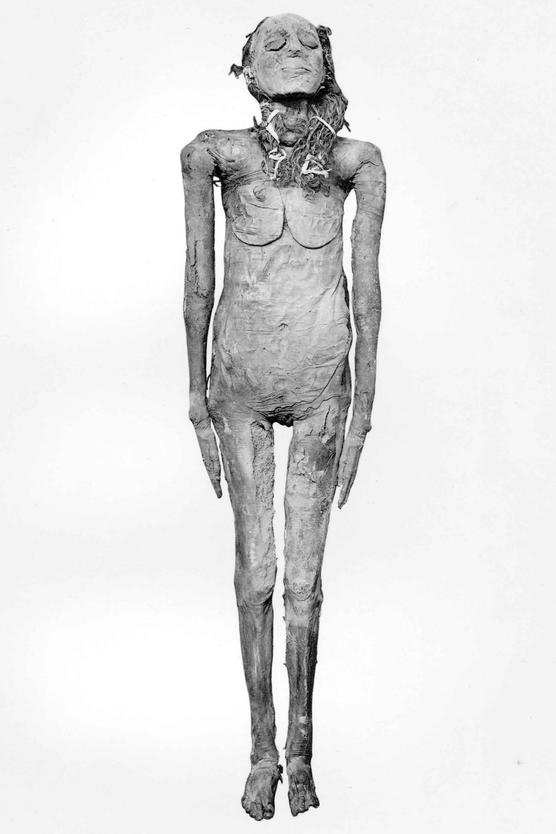
Xác ướp của Neskhons.
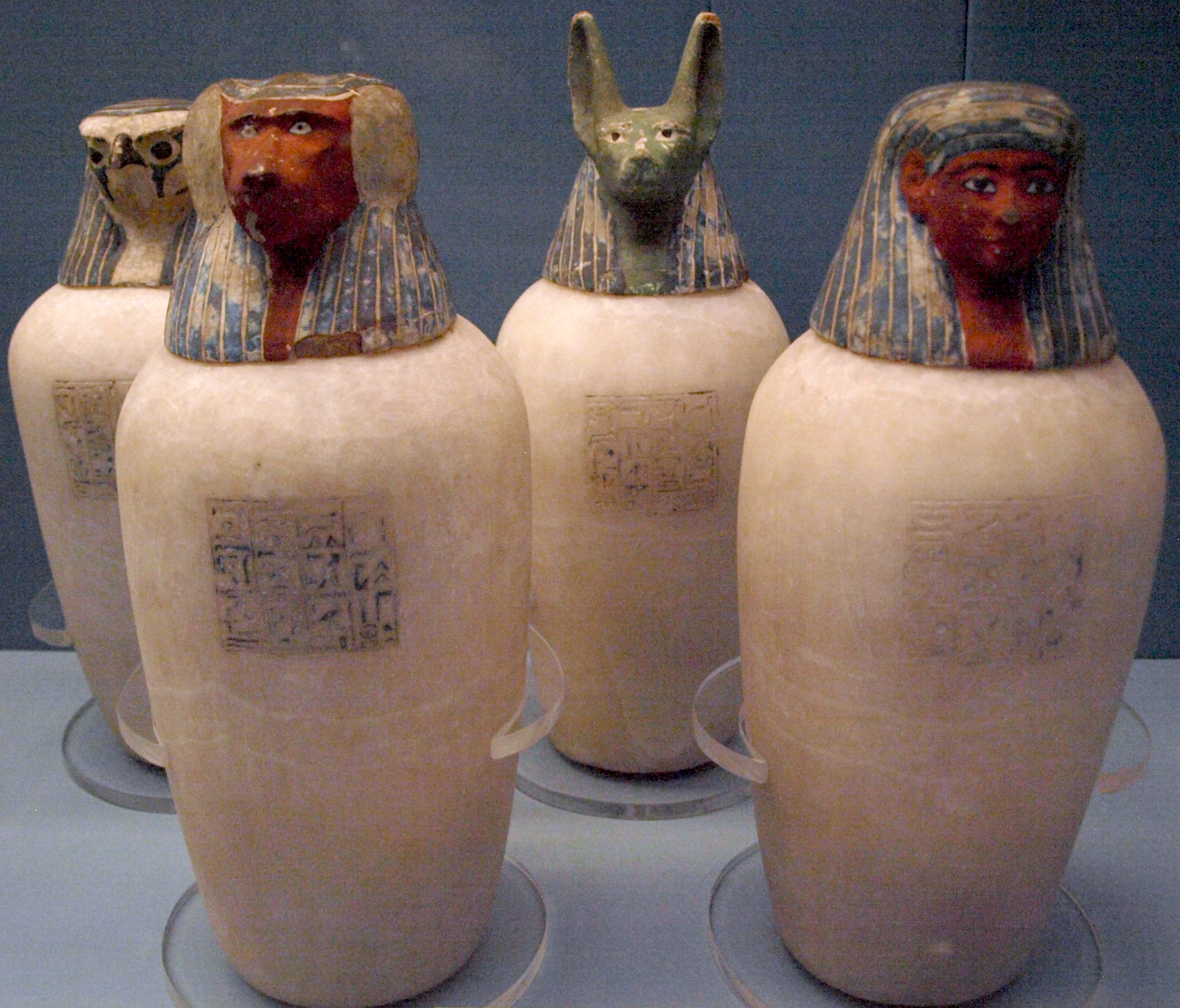
Những chiếc bình canopic của Neskhons.